# Costel Claudiu Pavelescu
Costel Claudiu Pavelescu (n. 6 noiembrie 1946) este un fost deputat român în legislatura 1996-2000, ales în județul Călărași pe listele partidului PNȚCD. Costel Claudiu Pavelescu a fost membru în grupurile parlamentare de prietenie cu Republica Bulgaria și Regatul Spaniei.

## Legături externe
- Costel Claudiu Pavelescu[nefuncțională – arhivă]
 la cdep.ro